# خط طول 100° غرب

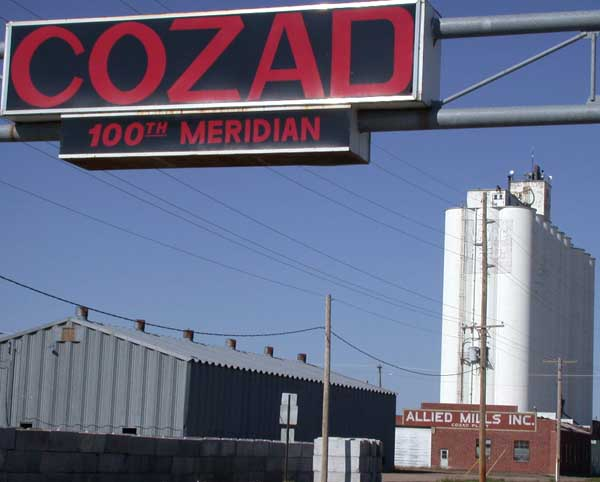
شارة عند خط الطول رقم 100 على طريق الولايات المتحدة السريع رقم 30 في كوزاد، نبراسكا، على الرغم من أن خط الطول الفعلي يمتد حوالي 1/3 ميل غربًا.

خط طول 100° غرب هو أحد خطوط الطول الجغرافية، والتي تمتد من القطب الشمالي الجغرافي إلى القطب الجنوبي الجغرافي، وحسب التحويل الزمني يتأخر خط طول 100° غرب عن خط غرينتش بـ6 ساعات و40 دقيقة.

## من القطب إلى القطب
ينطلق خط طول 100° غرب من القطب الشمالي نحو القطب الجنوبي مرورا بالمناطق التي ترد في الجدول التالي:
| الإحداثيات                           | البلد أو الإقليم أو البحر | ملاحظات |
| ------------------------------------ | ------------------------- | --- |
| 90°0′N 100°0′W / 90.000°N 100.000°W  | المحيط المتجمد الشمالي    | |
| 80°6′N 100°0′W / 80.100°N 100.000°W  | كندا                      | نونافوت — جزيرة ميغان [لغات أخرى]‏ |
| 79°52′N 100°0′W / 79.867°N 100.000°W | Peary Channel             | |
| 78°44′N 100°0′W / 78.733°N 100.000°W | كندا                      | نونافوت — جزيرة اليف رينجنس [لغات أخرى]‏ |
| 77°48′N 100°0′W / 77.800°N 100.000°W | Unnamed waterbody         | |
| 76°45′N 100°0′W / 76.750°N 100.000°W | كندا                      | نونافوت — Berkeley Islands وBathurst Island |
| 74°59′N 100°0′W / 74.983°N 100.000°W | Parry Channel             | |
| 73°57′N 100°0′W / 73.950°N 100.000°W | كندا                      | نونافوت — جزيرة أمير ويلز (نونافوت) |
| 71°52′N 100°0′W / 71.867°N 100.000°W | M'Clintock Channel        | |
| 70°35′N 100°0′W / 70.583°N 100.000°W | Larsen Sound              | مرورا بشرق Gateshead Island، نونافوت, كندا (في 70°35′N 100°9′W / 70.583°N 100.150°W) |
| 69°58′N 100°0′W / 69.967°N 100.000°W | مضيق فيكتوريا             | |
| 69°3′N 100°0′W / 69.050°N 100.000°W  | كندا                      | نونافوت — Royal Geographical Society Islands |
| 68°57′N 100°0′W / 68.950°N 100.000°W | خليج الملكة مود           | مرورا بشرق Hat Island، نونافوت, كندا (في 68°18′N 100°2′W / 68.300°N 100.033°W) |
| 67°50′N 100°0′W / 67.833°N 100.000°W | كندا                      | نونافوت مانيتوبا — من 60°0′N 100°0′W / 60.000°N 100.000°W |
| 49°0′N 100°0′W / 49.000°N 100.000°W  | الولايات المتحدة          | داكوتا الشمالية داكوتا الجنوبية — من 45°56′N 100°0′W / 45.933°N 100.000°W نبراسكا — من 43°0′N 100°0′W / 43.000°N 100.000°W كانساس — من 40°0′N 100°0′W / 40.000°N 100.000°W أوكلاهوما — من 37°0′N 100°0′W / 37.000°N 100.000°W تكساس / أوكلاهوما border — من 36°30′N 100°0′W / 36.500°N 100.000°W تكساس — من 34°34′N 100°0′W / 34.567°N 100.000°W |
| 28°0′N 100°0′W / 28.000°N 100.000°W  | المكسيك                   | ولاية كواهويلا ولاية نويفو ليون — من 27°37′N 100°0′W / 27.617°N 100.000°W ولاية تاماوليباس — من 23°24′N 100°0′W / 23.400°N 100.000°W ولاية سان لويس بوتوسي — من 23°10′N 100°0′W / 23.167°N 100.000°W Tamaulipas — من 22°54′N 100°0′W / 22.900°N 100.000°W San Luis Potosí — من 22°50′N 100°0′W / 22.833°N 100.000°W ولاية غواناخواتو — من 21°30′N 100°0′W / 21.500°N 100.000°W ولاية كويريتارو — من 21°12′N 100°0′W / 21.200°N 100.000°W ولاية مكسيكو — من 20°6′N 100°0′W / 20.100°N 100.000°W ولاية غيريرو — من 18°35′N 100°0′W / 18.583°N 100.000°W |
| 16°54′N 100°0′W / 16.900°N 100.000°W | المحيط الهادئ             | |
| 60°0′S 100°0′W / 60.000°S 100.000°W  | المحيط الجنوبي            | |
| 71°55′S 100°0′W / 71.917°S 100.000°W | القارة القطبية الجنوبية   | المطالب الإقليمية بالقارة القطبية الجنوبية |